# Minibiotus jonesorum
Espèce
Minibiotus jonesorum est une espèce de tardigrades de la famille des Macrobiotidae.

## Distribution
Cette espèce est endémique du Michigan aux États-Unis.

## Publication originale
- Meyer, Lyons, Nelson & Hinton, 2011 : Tardigrada of Michigan, Northern USA, with the description of Minibiotus jonesorum sp. n. (Eutardigrada: Macrobiotidae). Journal of Zoological Systematics and Evolutionary Research, vol. 49, suppl. no 1, p. 40-47.